# Đovani Roso
Đovani Roso (hebräisch ג'ובאני רוסו, italienisch Giovanni Rosso) (* 17. November 1972 in Split, SFR Jugoslawien) ist ein ehemaliger kroatischer Fußballspieler italienischer Abstammung.
Der offensive Mittelfeldspieler stammt aus der Jugend von Hajduk Split und begann seine Profikarriere 1994 bei NK Zagreb. Zur Saison 1996/97 wechselte er nach Israel und schloss sich Hapoel Be'er Sheva an, mit denen er 1997 israelischer Pokalsieger wurde. Anschließend ging er zum Hapoel Haifa FC, für den er bis 2000 spielte und 1998 israelischer Meister wurde. Seine nächste Station war für eine Spielzeit Beitar Jerusalem. Zur Saison 2001/02 wechselte Roso zu Maccabi Haifa, für die er bis 2005 in 101 Spielen 23 Tore erzielte. In dieser Zeit wurde er mit dem Verein viermal israelischer Meister (2001, 2002, 2004, 2005). Es folgte ein Wechsel zu Maccabi Tel Aviv, für die er ein Tor in 22 Spielen erzielte. In der Saison 2007/08 spielte Roso wieder bei Maccabi Haifa und ging nach einem Jahr zurück zu seinem Jugendverein Hajduk Split. Dort beendete er im Sommer 2009 seine Laufbahn.
Zwischen 2002 und 2004 spielte Roso 19-mal für die kroatische Fußballnationalmannschaft. Er stand im Kader für die Europameisterschaft 2004 und kam im Laufe des Turniers in allen drei Spielen der Mannschaft zum Einsatz.
1999 und 2002 wurde er jeweils zum Fußballer des Jahres von Israel erkoren. Roso besitzt auch die israelische Staatsbürgerschaft.